# Алън Силитоу
Алън Силитоу (на английски: Alan Sillitoe) е британски писател.

## Биография
Ражда се на 4 март 1928 г. в Нотингам в работническо семейство. Едва 14-годишен напуска училище и започва работа във велосипеден завод. По-късно постъпва в армията. Зачислен е към авиационните части на колониалните войски и е изпратен в Малая. По време на службата се разболява от туберкулоза. През двете години, които прекарва в болницата, много чете и пише стихове. След като получава пенсия по инвалидност, заминава за Франция, а впоследствие се заселва в Майорка.

## Творчество
Повечето от произведенията му имат автобиографичен характер. Творбите на Силитоу звучат непримиримо, което кара повечето критици да го причисляват към т.нар. поколение на сърдитите млади хора.

## По-известни произведения
- Събота вечер и неделя сутрин. 1958
- Самотният бегач на дълго разстояние. 1959
- Плъховете. 1960
- Ключ за вратата. 1961
- Смъртта на Уилям Постерс. 1965
- Пламъкът на живота. 1974
- Разказвачът на истории. 1979
- Заминаване. поеми 1974 – 1982, 1984
- Отворената врата. 1989
- Старт в живота
- Подпаленото дърво